# 埃斯奎莫爾特
埃斯奎莫爾特鄉鎮（英語：Township of Esquimalt）是加拿大卑詩省西南部首府地區一個區域自治體（district municipality），坐落溫哥華島東南部，東臨省府維多利亞，南面和西面分別瀕臨胡安·德·富卡海峽和埃斯奎莫爾特港，西北鄰維尤羅亞爾，北面則隔水與沙尼治對望。據2011年加拿大人口普查所示，埃斯奎莫爾特人口為16029人。此地為皇家加拿大海軍太平洋艦隊總部（埃斯奎莫爾特基地）所在。

## 歷史
埃斯奎莫爾特一帶原為沙利殊原住民族（Salish）的地域。他們將此地稱為“Es-whoy-malth”，意即“海水逐漸變淺之地”。19世紀中期，哈德遜灣公司擔心北緯49度以南的北美地域將落入美國手中，因此派遣占士·道格拉斯到溫哥華島設立交易站。他於1843年在現維多利亞市設立維多利亞堡交易站之餘，亦意識到現埃斯奎莫爾特一帶有發展農業的條件，因此與當地原住民族簽約，為哈德遜灣公司取得該片地域的操控權。三個農場在1850年至1853年間先後在當地開業，全由哈德遜灣公司轄下的普吉特海灣農業公司（Puget's Sound Agricultural Company）控制。
英國皇家海軍於1840至50年代數度在此帶海域勘探，並意識到埃斯奎莫爾特港的良好地理條件。為了準備好照料克里米亞戰爭中的傷兵，皇家海軍於1855年率先在此建立三座醫院建築。皇家海軍再於1865年將其太平洋艦隊總部從智利瓦爾帕萊索遷至埃斯奎莫爾特，並於1887年建成埃斯奎莫爾特船塢。
菲沙河峽谷淘金潮於1858年展開後，大批民眾湧至溫哥華島，準備於維多利亞補給後再前往菲沙河。由於埃斯奎莫爾特港較維多利亞港寬闊，較大的船隻需到前者停泊，令埃斯奎莫爾特港沿岸的商業活動興旺起來，並籍著數年後展開的卡里布淘金潮得以維持。埃斯奎莫爾特及乃磨鐵路（Esquimalt & Nanaimo Railway）於1886年開通，進一步刺激當地的工商業活動。英國皇家海軍雖然於1905年撤離埃斯奎莫爾特，但新成立的皇家加拿大海軍則於1910年在此設立其太平洋艦隊總部。
埃斯奎莫爾特於1912年9月1日正式設立地方行政架構。當地的造船業於1910至20年代漸趨興旺，並於第二次世界大戰期間達致高峰。

## 外部連結
- 维基共享资源上的相關多媒體資源：埃斯奎莫爾特
- （英文）Corporation of the Township of Esquimalt （页面存档备份，存于）－埃斯奎莫爾特鄉鎮政府官方網站